# Julie Ditty
Julie Ditty (ur. 4 stycznia 1979 w Atlancie, zm. 31 sierpnia 2021) – amerykańska tenisistka.
Zawodową tenisistką była w latach 2002–2012. Pod koniec 2007 roku osiągnęła półfinał turnieju WTA Québec. Sukces ten pozwolił jej na awans do pierwszej setki rankingu po raz pierwszy w karierze.
Jej najbardziej prestiżowym zwycięstwem jest wygrana nad Aloną Bondarenko, wówczas klasyfikowaną na 22. miejscu, podczas imprezy WTA Antwerpii.
Ma na koncie 9 tytułów ITF w singlu oraz 30 w deblu.
Chorowała na nowotwór, zmarła 31 sierpnia 2021.

## Wygrane turnieje rangi ITF
| turnieje z pulą nagród 100 000 $ |
| turnieje z pulą nagród 75 000 $  |
| turnieje z pulą nagród 50 000 $  |
| turnieje z pulą nagród 25 000 $  |
| turnieje z pulą nagród 15 000 $  |
| turnieje z pulą nagród 10 000 $  |

### Gra pojedyncza
|    | Data       | Turniej       | ($)    | Naw.   | Finalistka          | Wynik            |
| 1. | 08/07/2001 | Waco          | 10 000 | twarda | Jahnavi Parekh      | 6:4, 6:2         |
| 2. | 29/09/2002 | Raleigh       | 10 000 | ziemna | Neyssa Étienne      | 7:5, 3:6, 6:4    |
| 3. | 06/10/2002 | Winter Park   | 10 000 | ziemna | Vladimíra Uhlířová  | 6:2, 4:6, 6:4    |
| 4. | 04/06/2006 | Houston       | 10 000 | twarda | Petra Rampre        | 6:4, 6:7(4), 6:3 |
| 5. | 11/06/2006 | Hilton Head   | 10 000 | twarda | Madison Brengle     | 6:3, 6:2         |
| 6. | 04/02/2007 | Palm Desert   | 25 000 | twarda | Angelique Kerber    | 6:1, 6:0         |
| 7. | 29/04/2007 | Sea Island    | 50 000 | ziemna | Anda Perianu        | 6:3, 6:2         |
| 8. | 21/10/2007 | Lawrenceville | 50 000 | twarda | Angela Haynes       | 7:6(6), 6:4      |
| 9. | 21/09/2008 | Albuquerque   | 75 000 | twarda | Rossana de los Ríos | 6:4, 7:6(3)      |

### Gra podwójna
- 2008 
  - Surbiton (z Abigail Spears)
- 2007 
  - Redding (z Chan Chin-wei)
  - Palm Desert, United States (z Ediną Gallovits)
- 2006 
  - Lawrenceville (z Leanne Baker)
  - Houston (z Tetianą Łużanśką)
  - Ashland (z Milagros Sequera)
  - Albuquerque (z Milagros Sequera)
  - Bronx (z Natalie Grandin)
  - St. Paul (z Milagros Sequera)
- 2005
  - Troy (z Milagros Sequera)
  - Albuquerque (z Milagros Sequera)
  - Allentown (z Ansley Cargill)
  - Rockford (z Vladimírą Uhlířovą)
  - Miami (z Vladimírą Uhlířovą)
  - Tampa (z Vladimírą Uhlířovą)
- 2004
  - Lafayette (z Kristen Schlukebir])
  - Louiseville (z Ediną Gallovits)
  - Boca Raton (z Allison Bradshaw)
- 2003
  - Louisville (z Lisą McShea)
  - Edmond (z Kelly McCain)
- 2002
  - Winter Park (z Michelle Dasso)
  - Raleigh (z Michelle Dasso)
- 2001 
  - Edmond (z Michelle Dasso)